# Пурович, Милан
Милан Пурович (черног. Milan Purović; 7 мая 1985, Титоград, СФРЮ) — черногорский футболист, нападающий.

## Клубная карьера
Родился 7 мая 1985 года в городе Подгорица. Воспитанник футбольной школы местного клуба «Будучност».
Взрослую футбольную карьеру начал в 2002 году в основной команде того же клуба, провел четыре сезона, приняв участие в 72 матчах чемпионата и забил 29 голов.
Своей игрой привлек внимание представителей тренерского штаба белградской «Црвены звезды», к составу которой присоединился летом 2005 года. Сыграл за белградскую команду следующие два сезона своей игровой карьеры, получив в обоих сезонах с командой «золотой дубль». Большую часть времени, проведенного в составе «Црвены звезды», был основным игроком атакующего звена и одним из главных бомбардиров команды, имея среднюю результативность на уровне 0,36 гола за игру первенства.
Такая результативность не оставила без внимания европейские клубы и летом 2007 года Пурович перешёл в португальский «Спортинг». Однако заиграть на Пиренеях Милан не смог, из-за чего с 2008 года выступал по арендам в ряде стран Европы.
27 июля 2011 года Милан подписал контракт с клубом «ОФК» (Белград), но проведя всего один сезон покинул клуб и подписал контракт с запорожским «Металлургом». Правда и здесь Пуровичу задержаться не удалось — сыграв лишь четыре матча в чемпионате и один в кубке, уже в конце года контракт был расторгнут по обоюдному согласию.
К составу клуба «Бежания» присоединился в 2013 году. Пурович отыграл один сезон чемпионата, сыграл 9 матчей и забил 2 гола.
С 2014 года перебрался в Малайзию и стал играть за малайзийские футбольные клубы.

## Выступления за сборные
В 2006 году в составе молодёжной сборной Сербии и Черногории участвовал в молодёжном чемпионате Европы в Португалии, на котором дошёл с командой до полуфинала, где в серии послематчевых пенальти не забил решающий пенальти украинском вратарю Александру Рыбке и вынужден был с командой покинуть турнир.
24 марта 2007 года дебютировал в официальных матчах в составе национальной сборной Черногории, которая проводила свой первый официальный матч. Всего провел в форме главной команды страны 7 матчей.

## Достижения
- Чемпион Сербии и Черногории: 2006
- Чемпион Сербии: 2007
- Обладатель Кубка Сербии и Черногории: 2006
- Обладатель Кубка Сербии: 2007
- Обладатель Кубка Португалии: 2007
- Обладатель Суперкубка Португалии: 2008